# Moritz August Seubert
Moritz augustus Seubert (Karlsruhe, 2 juni 1818 - Karlsruhe, 8 april 1878) was een Duitse botanicus.

## Biografie
Seubert was de zoon van een medisch officier. Hij volgde eerst het Lyzeum in Karlsruhe en reeds in die tijd had hij contact gehad met botanicus Alexander Braun die bij hem de interesse opwekte in dit onderwerp. Vanaf 1836 studeerde hij geneeskunde aan de Universiteit van Heidelberg en vervolgens studeerde hij in 1837 natuurwetenschappen aan de Universiteit van Bonn. Zijn leraren in Bonn waren Georg August Goldfuss, Ludolph Christian Treviranus en Johann Jakob Nöggerath. Na het behalen van zijn doctoraat in Bonn, verhuisde hij naar de Universiteit van Berlijn, waar hij zich kwalificeerde als hoogleraar. In 1843 begon hij met lesgeven als een extern docent in Bonn.
In 1846 kreeg hij een stoel aangeboden als hoogleraar plantkunde en zoölogie aan de universiteit van Karlsruhe als de opvolger van Alexander Braun. Tegelijkertijd volgde hij Braun op als hoofd van de Großherzoglichen Naturalienkabinetts en van de hortus botanicus van Karlsruhe. Daarnaast was hij de bibliothecaris van de Großherzoglichen Hof- und Landesbibliothek.
Naast onderwijs en administratie publiceerde Seubert ook verscheidene werken. Zijn Flora azorica, waarin hij kritisch de herbaria van Christian Ferdinand Friedrich Hochstetter en zijn zoon Karl Hofstetter beoordeelde, verscheen in 1844. Hij werkte ook aan een reeks van plantenfamilies in Flora brasiliensis, gepubliceerd door Carl Friedrich Philipp von Martius, waaronder waren de Alismataceae, Amaryllidaceae, Butomaceae en Liliaceae. Daarnaast schreef hij een Lehrbuch der gesamten Pflanzenkunde (Leerboek der gehele plantkunde), die in vijf edities verscheen. In 1836 verscheen zijn Exkursionsflora für das Großherzogthum Baden en een voor het zuidwesten van Duitsland werd in 1869 gepubliceerd.
- Author citation (botany): Seub.
- CiNii: DA10731013
- Stuttgart Database of Scientific Illustrators 1450–1950: 4849
- Gemeinsame Normdatei: 102490716
- International Standard Name Identifier: 0000 0001 1022 2473
- Library of Congress Control Number: n87904905
- Bibliotheek van het Japanse parlement: 00769049
- Nationale Bibliotheek van Tsjechië: xx0111947
- Nederlandse Thesaurus van Auteursnamen: 072037385
- Système universitaire de documentation: 168919478
- Virtual International Authority File: 20071513
- WorldCat: E39PBJkHkFbqW3MFQTRMcmtMyd